# ینگی‌حیات (ازبکستان)
ینگی‌حیات (به ازبکی: Yangihayat) یک منطقهٔ مسکونی در ازبکستان است که در ناحیه اورته‌چیرچیق واقع شده‌است. ینگی‌حیات ۸٬۴۱۷ نفر جمعیت دارد.